# 烏克蘭戰俘被斬首處決事件
2023年4月11日，一個意識清醒的烏克蘭戰俘被刀斬首處決的影片在網絡上公開，然後通過親俄消息來源傳播。
《專項》（Проект）雜誌稱這段影片是俄烏戰爭以來最殘忍的，其強調過去只有伊斯蘭國成員才會進行此類處決。

## 時序
2023年4月11日，莫斯科時間22:24分，第一個已知的烏克蘭軍人被活生生斬首的錄像公開，並在22:40被VKontakte網路社區「男人國」（Мужского государства）創始人弗拉迪斯拉夫·波茲尼亞科夫（Владислав Поздняков）散佈。
此前，自4月8日起，親俄的Telegram頻道開始傳播另一個錄像，畫面中是兩具被斬首的烏克蘭士兵的屍體，躺在被摧毀的裝甲車旁邊，死者的手腕也被割斷。

### 謀殺
影片中一個身穿軍服，袖上綁有黃色條帶的人躺在地上。另一個人站在他身上，腿上綁著白色布條，手中拿著刀，正在將此人斬首。那位處於者聽到對講機裡的指示。被處決的人因為劇痛尖叫。周圍還有其他人，用俄語大喊大叫：「幹活吧，兄弟們！（Работайте, братья!）砍斷他的脊椎！你從未割過頭嗎？繼續啊，該死的！」
在斬首完畢後，拍攝這段影片的攝影師說：「把它放在袋子裡，送回給指揮官。」處決者的臉被面罩遮住，手上綁著白色條帶，這是俄羅斯軍隊常用的。而受害者手上綁著黃色條帶，是烏克蘭武裝部隊的標誌。根據影片中樹葉的情況，該影片可能是在2022年夏季拍攝。

### 受害者
據匈牙利媒體《Telex》報導，被殺害的受害者是居住在外喀爾巴阡州維諾赫拉迪夫的匈牙利裔烏克蘭人謝爾蓋·波託基（Сергій Потокі），30歲，已婚，有一女一子。他是一名菜販，在2022年俄羅斯入侵烏克蘭在動員中加入軍隊，並在巴赫穆特戰鬥。根據媒體引用烏克蘭政府消息人士稱，行兇者拿走波託基的手機，並拍下行兇片段。波託基的訃聞在2023年3月發佈。

### 調查
在2023年4月12日，烏克蘭國家安全局開始了對此事的刑事調查。這段被拍攝下來的軍事罪行被評估為違反戰爭法和慣例（烏克蘭刑法第438條第2項）。
Gulagu.net網站的創始人弗拉基米爾·奧塞金（Владимир Осечкин）在YouTube頻道「霍多爾科夫斯基直播」上聲稱瓦格納集團僱傭兵與謀殺有關，因為逃到挪威的前瓦格納集團僱傭兵安德烈·梅德韋傑夫辨認出了他的同僚。

## 評論和反應
根據俄羅斯簽署的《日內瓦公約》，對待戰俘應保障其生命和人道待遇，而斬首行為屬於戰爭罪。
在這段影片發佈之前，在烏克蘭戰爭期間類似這種等級的殘忍片段尚未在公開渠道中發佈。之前最殘忍的是在2022年夏天公佈的畫面，當時一名身穿俄羅斯軍服的人閹割一名身穿烏克蘭軍服的人之生殖器，然後殺害了他。2017年敘利亞，瓦格納團成員採取類似的方法，他們在影片中割斷了一名敘利亞人的頭和四肢，同時他們還使用了一把現在成為「瓦格納團象徵」的大鎚，但那時被斬首的人已經失去了知覺或已經死亡。
《專項》認為，這段影片是整個烏克蘭戰爭中最殘酷的一段，並強調以前只有伊斯蘭國成員才犯下這種屠殺行為。聯合國日內瓦代表處將此影片稱為「特別可怕」。

### 烏克蘭
烏克蘭總統辦公室主任安德烈·葉爾馬克在Telegram上寫上一段話，很可能與回應此事件有關:「一切都會有報應和得到負責的」。烏克蘭總統弗拉基米爾·澤連斯基在針對這段影片發表的講話中表示:「世界不能忽視這些禽獸如此輕易地殺人」，而這段影片「展示了俄羅斯真實面貌」。烏克蘭還呼籲國際刑事法院展開調查。

### 俄羅斯
網絡上不同的親俄Telegram頻道對這段影片作出了肯定的反應，其中包括新納粹軍事團體「魯西奇小組」的指揮官阿列克謝·米爾恰科夫，他表示：「你們會驚訝於這樣的影片會逐漸浮出水面」，並加上代表開心的表情圖標。
俄羅斯總統弗拉基米爾·普京的新聞秘書德米特里·佩斯科夫同意這些畫面令人震驚，但表示需要核實其真實性。

### 其他國家
聯合國人權監察員在烏克蘭表示對「特別可怕的影片」感到震驚，強調這不是個別事件。
歐盟外交部的官方代表納比拉·馬斯拉里（Nabila Massrali）表示，如果影片的真實性得到證實，它將成為對俄羅斯侵略的非人性之殘酷提醒。歐洲理事會主席夏爾·米歇爾也對影片做出了反應，表示歐盟將盡一切可能，讓責任和正義戰勝恐怖和不負責任。
愛沙尼亞前外交部長烏爾馬斯·雷恩薩魯（Urmas Reinsalu）對俄羅斯軍隊犯下這樣的罪行感到憤怒，並對是否允許俄羅斯人參加奧運會的討論表示不滿。
德國聯邦議院副主席凱特琳·艾卡特表示，這段影片是俄羅斯暴力行徑的又一個證據，那些負責眾多軍事罪行的人應該受到追究。
英國駐烏克蘭大使梅琳達·西蒙斯（Melinda Simmons）表示，這段影片是與俄羅斯侵略烏克蘭相關的指控清單中的新項目。
歐洲理事會秘書長瑪麗亞·佩奇諾維奇·布里奇譴責了對烏克蘭戰俘的非人對待，呼籲將有罪者追究責任。
美國駐烏克蘭大使布里奇特·布林克也表示，隨著俄羅斯入侵的每一天，俄羅斯軍隊的殘忍行徑變得越來越明顯，這樣的行為不會被置之不理。
捷克總統彼得·帕維爾表示：「如果這段影片是真實的，那麼這使得俄羅斯軍人與伊斯蘭國相提並論」。

## 另見
- 普里維利亞療養院酷刑和謀殺案
- 亞歷山大·馬齊耶夫斯基
- 葉夫根尼·努津